# Збереження історико-архітектурної спадщини міста Львова
Благодійний фонд «Збереження історико-архітектурної спадщини Львова» — доброчинна організація, заснована у Львові 3 квітня 2000.

## Мета організації
Збір та акумулювання коштів благочинних пожертв для фінансування робіт з реставрації, збереження, утримання, і належного використання пам'яток культури, історії та архітектури міста Львова.

## Діяльність
Пріоритетні напрямами діяльності Фонду:
- проведення робіт з консервації, реставрації та визначення чинників руйнування пам'яток архітектури міста Львова;
- пошук та залучення фінансових і матеріальних засобів для проведення вищезазначених робіт;
- формування пам'яткоохоронної свідомості і громадянської відповідальності мешканців міста за збереження культурної спадщини.

Для виконання своїх завдань Фондом були організовані та проведені акції із збору благодійних пожертв (в тому числі аукціон, виставки); реалізовані проекти спільно із міжнародними донорськими організаціями (Карпатський фонд, PAUCI, НДІ).
Фондом проведені консерваційні, реставраційні та дослідні роботи на унікальних львівських пам'ятках (ікони, стінопис, фонтани, барельєфи, будинки, сакральні споруди).
Для підвищення рівня кваліфікації реставраторів Львова Фонд проводить міжнародні конференції, семінари, тренінги.
Діяльність Фонду зосереджена у місті Львові, проте налагоджені зв'язки і надається консультативна допомога представникам інших міст України.

## Реалізовані проекти
- Виставки «Образ Львова впродовж віків», «Місто, яке ми не хочемо помічати», та інші;
- конференції («Каплиця Боїмів. Проблеми збереження і реставрації», «Збереження культурної самобутності історичних міст», «Збереження, дослідження та реставрація іконописних творів», та інші;
- реставрація: ікони Національного музею у Львові, фонтану «Діана» (пл. Ринок), стінопису (будинки пл. Ринок), барельєф «Всевидяче Око» (Краківська, 1), поліхромія дерев'яних елементів інтер'єру каплиці Боїмів, та інше;
- дослідження: чинники руйнування каплиці Боїмів, фотограметричні обміри архітектурних пам'яток (пл. Ринок, 23), гідрогеологічні дослідження, та інше.

## Партнери
Постійними партнерами Фонду є: 
- Товариство шанувальників Львова
- Львівська асоціація розвитку туризму
- Комітет захисту архівів
- Товариство Лева
- Асоціація музеїв Львівщини
- ГМ «Опора»
- музеї Львова

## Президент
- Андрій Салюк

## Адреса
- Адреса організації: Україна, м. Львів, вул. Сербська, 1